# Ernest Flagg
Ernest Flagg (Brooklyn, 6 de febrero de 1857-Nueva York, 10 de abril de 1947) fue un arquitecto estadounidense especializado en el estilo de arquitectura «Beaux Arts». Su obra más notable fue el Singer Building, el cual fue el edificio más alto del mundo entre 1908 y 1909.

## Primeros años
Ernest Flagg nació en Brooklyn, Nueva York. A la edad de 15 años dejó la escuela para trabajar en una oficina en Wall Street. Luego de trabajar como agente inmobiliario junto a su padre y hermanos, diseñó una propiedad horizontal junto a Philip Gengembre Hubert, dando inicio a su carrera.